# 布魯姆山
布魯姆山是南極洲的山峰，位於帕爾默地，屬於韋納山脈的一部分，處於道格拉斯冰川和布萊恩冰川之間，美國地質調查局根據測量和美國海軍空中照片把該冰川繪入地圖。
73°35′S 61°45′W / 73.583°S 61.750°W